# Canon minero en Perú
El canon minero en Perú es la participación de la que gozan los gobiernos locales y regionales sobre los ingresos y rentas obtenidos por el Estado peruano por la explotación de recursos minerales, metálicos y no metálicos. Este canon fue creado en el año 1992 y estaba conformado por el 20 % del impuesto sobre los beneficios pagados por las empresas mineras.Este canon fue derogado mediante la ley n.° 27506, Ley de canon, aprobada por el Congreso de la República el 15 de julio de 2001 y promulgada durante el gobierno de Valentín Paniagua el 9 de julio de 2001. Actualmente está conformado por el 50 % del Impuesto a la Renta que pagan las empresas mineras por sus utilidades.
A continuación, se presenta la descripción de las minerías:
- Minería metálica: Comprende la explotación de minerales metalíferos, por ejemplo: oro, plata, cobre, hierro.
- Minería no metálica: Comprende la extracción de recursos minerales que se transforman en productos aplicables en diversos usos, por ejemplo: caliza, hormigón, sal común, arena.

Esta ley limita el impuesto a la renta solamente del titular minero (propietario), dejando de lado las rentas pagadas al fisco por las personas naturales de cuarta y quinta categoría, y de las diversas empresas de servicios, reconocidas como contratistas.
Al 2023, las regiones con mayores montos transferidos por recursos del canon minero y las regalías son: Áncash (S/ 1628 millones), Arequipa (S/ 1047 millones), Ica (S/ 896 millones), Tacna (S/ 561 millones) y Moquegua (S/ 505 millones).

## Historia
La definición jurídica del canon se expone en el artículo 77° de la Constitución Política del Perú de 1979:

Corresponde a las respectivas circunscripciones, conforme a la ley, recibir una participación adecuada del total de los ingresos y rentas obtenidos por el Estado en la explotación de los recursos naturales en cada zona, en calidad de canon

De acuerdo al Texto Único Ordenado (TUO) de la Ley de minería, aprobada mediante Decreto Supremo n.° 014-92-EM el 3 de junio de 1992. Se fijaba el canon minero como un porcentaje del impuesto a la renta.  Posteriormente mediante el D.S. Nº 88-EF, promulgado en mayo de 1995 se señala que:

El Canon Minero...será equivalente al veinte por ciento (20 %) del Impuesto a la Renta pagado por los titulares de la actividad minera de la circunscripción donde se encuentren ubicados los derechos mineros en explotación.

Durante 1996 sale una primera ley que reglamenta al canon minero. Producto de esta ley, entre 1997 y 2002 el canon minero estuvo constituido por el 20% del impuesto a la renta. Dicho porcentaje fue incrementado al 50% por lo establecido en la Ley del canon de 2001.
Durante el 2000 se observa una distancia inmensa entre el ingreso por exportaciones y el monto asignado al canon minero, tal como se expresa en el siguiente cuadro:
| Empresa              | Ingreso por exportaciones          | Canon minero                       | Departamento     |
| -------------------- | ---------------------------------- | ---------------------------------- | ---------------- |
| Southern Perú        | 638 millones de dólares americanos | 361 mi dólares americanos          | Tacna y Moquegua |
| Minera Yanacocha     | 510 millones de dólares americanos | 6.8 millones de dólares americanos | Cajamarca        |
| Barrick Misquichilca | 238 millones de dólares americanos | 372 mil dólares americanos         | Áncash           |
| B.H.P. Tintaya       | 128 millones de dólares americanos | 166 dólares americanos             | Cusco            |

Entre el 2001 al 2011, la inversión en el sector minero creció a una tasa de promedio anual de 35.5 %. Siendo el valor de inversión en el 2011 de 7202 millones de dólares americanos. Esta subida de inversión se vio reflejada en la comparativa de producción de oro en la década de 1980 de 72 toneladas, en el periodo 2006-2010 de casi 900 toneladas, y entre el 2013-2022 de 1294 toneladas. Esto ha generado que los montos de exportación de minerales durante los años 2011 y 2012 resulten en 27 361 millones de dólares americanos y en 25 921 millones de dólares americanos. A continuación, se presenta la comparativa en el periodo 1996-2014 de los montos de transferencia de canon minero: 
| Año  | Monto (millones de soles) |
| ---- | ------------------------- |
| 1996 | 15                        |
| 1997 | 113                       |
| 1998 | 169                       |
| 1999 | 87                        |
| 2000 | 55                        |
| 2001 | 81                        |
| 2002 | 136                       |
| 2003 | 286                       |
| 2004 | 451                       |
| 2005 | 888                       |
| 2006 | 1746                      |
| 2007 | 5157                      |
| 2008 | 4436                      |
| 2009 | 3434                      |
| 2010 | 3090                      |
| 2011 | 4157                      |
| 2012 | 5124                      |
| 2013 | 3817                      |
| 2014 | 2979                      |

En julio de 2014, las regiones que más recibieron canon fueron Áncash, Arequipa, La Libertad, Cajamarca, Moquegua, Ica, Tacna, Puno, Cusco, Pasco, Lima y Junín.

## Distribución
De acuerdo a la ley n.° 27506, el canon minero se distribuye de la siguiente manera:
- El 10 % va para los gobiernos locales de la municipalidad o municipalidades (municipalidades distritales)
- el 25 % para los gobiernos de la misma municipalidad o municipalidades distritales y provinciales (municipalidades provinciales)
- el 40 % se reparte entre los gobiernos locales ubicados dentro del departamento o departamentos de las regiones (gobiernos departamentales)
- el 20 % para los gobiernos regionales, del cual el 20 % va para las universidades nacionales en su jurisdicción.

## Utilización del canon
Los recursos del canon deben ser utilizados exclusivamente para el financiamiento o cofinanciamiento de proyectos u obras de infraestructura de impacto regional y local, respectivamente, a cuyo efecto establecen una cuenta destinada a esta finalidad. Los gobiernos regionales entregarán el 20 % del total percibido por canon a las universidades públicas de su circunscripción, destinado exclusivamente a la inversión en investigación científica y tecnológica que potencien el desarrollo regional.
Además, los gobiernos locales deben destinar el 30 % a la inversión productiva para el desarrollo sostenible de las comunidades donde se explota el recurso natural.

### Modificaciones
Mediante la ley n.° 30848, se modificó el numeral 6.2 del artículo 6 de la Ley 2706, Ley de canon, a fin de que los gobiernos regionales y gobiernos locales, puedan utilizar los recursos del canon en sus respectivas jurisdicciones para el financiamiento de proyectos de vivienda social a través del Programa Techo Propio con el beneficio del Bono Familiar Habitacional (BFH) y el Programa Nacional de Vivienda Rural (PNVR).